# Hitomi Yoshizawa
Hitomi Yoshizawa (in lingua giapponese 吉澤 ひとみ; Miyoshi, 12 aprile 1985) è una cantante giapponese.
Associata alla Hello! Project, è stata membro della quarta generazione del gruppo pop femminile Morning Musume, di cui ha fatto parte dal 2000 al 2007.
Dal 2008 è nel duo Hangry & Angry insieme a Rika Ishikawa.
Dal 2011 è un elemento del progetto parallelo chiamato Dream Morning Musume.
Nel settembre 2018 è stata coinvolta in un incidente d'auto causato dal suo bere al di là del limite legale di alcol. A seguito della critica pubblica, il 28 settembre ha annunciato il suo ritiro dal mondo dello spettacolo.